# William Arthur Losier
Pour les articles homonymes, voir Losier.
William Arthur Losier est un enseignant et un homme politique canadien.

## Biographie
William Arthur Losier est né le 14 août 1896 à Tracadie-Sheila, au Nouveau-Brunswick. Son père est Joseph Losier et sa mère est Hélène Robichaud. Il étudie au Collège Saint-Joseph de Memramcook. Il se marie le 4 juillet 1921 et a huit enfants.
Il est député de Gloucester à l'Assemblée législative du Nouveau-Brunswick de 1935 à 1944 en tant que libéral.
Il est décédé à l'Hôtel-Dieu de Tracadie le 8 avril 1952.